# Ptorthodius mandibularis
Ptorthodius mandibularis är en skalbaggsart som beskrevs av Henry Stephen Gorham 1881. Ptorthodius mandibularis ingår i släktet Ptorthodius och familjen Phengodidae. Inga underarter finns listade i Catalogue of Life.